# Ford Models
Ford Modelling Agency, più conosciuta con il nome Ford Models, è una agenzia di moda fondata a New York nel 1946 dai coniugi Eileen e Gerard W. Ford.

## Storia
I coniugi Ford iniziarono la propria attività aprendo un ufficio nella propria abitazione ed espandendosi negli anni, arrivando a contare decine di filiali sparse fra gli Stati Uniti, l'Argentina, il Brasile ed il Canada.
La Ford Models è stata la più importante agenzia di moda statunitense fino all'apertura della concorrente Elite Model Management. Negli anni 80 relativamente alla presunta rivalità fra le due agenzie i mass media parlarono della "guerra delle modelle". Dal 1981 la Ford Models organizza il Supermodel of the World concorso di bellezza che attira oltre 60.000 concorrenti da tutto il mondo.
La Ford ha rappresentato nel corso della sua esistenza diverse celebri modelle come Christie Brinkley, Jean Shrimpton o Jerry Hall ma anche personaggi poi diventati celebri nel mondo del cinema come Elsa Martinelli, Tippi Hedren, Nico, Jane Fonda, Jennifer O'Neill, Barbara Bach, Candice Bergen, Veronica Hamel, Cristina Raines, Maud Adams, Barbara Leigh, Melanie Griffith, Barbara Carrera, Peggy Lipton, Shelley Hack, Anjelica Huston, Brooke Shields, Lauren Hutton, Darlanne Fluegel, Suzy Amis, Kate Capshaw, Kim Basinger, Sharon Stone, Jennifer Connelly, Kelly LeBrock, Debrah Farentino, Vanessa Angel, Shari Headley, Kirsten Dunst, Raven-Symoné, Carey Lowell e Rene Russo, e in tempi più recenti Tiffany Limos, Nona Gaye, Shannon Elizabeth, Ali Larter, Patricia Velásquez, Bridget Moynahan, Evangeline Lilly, Paris Hilton, Ashley Tisdale, Lindsay Lohan, Noémie Lenoir, Olga Fonda, Virginia Gardner, J. D. Pardo, Ian Somerhalder, Boris Kodjoe, Caitríona Balfe e Andreja Pejić.

## Personaggi rappresentati
Il seguente è un elenco incompleto dei principali personaggi rappresentati dalla Ford Models, in ogni epoca.
- Maud Adams
- Carol Alt
- Suzy Amis
- May Andersen
- Vanessa Angel
- Barbara Bach
- Pamela Bach
- Caitríona Balfe
- Benedetta Barzini
- Kim Basinger
- Candice Bergen
- Christie Brinkley
- Bebe Buell
- Lars Burmeister
- Kate Capshaw
- Gemelli Carlson
- Barbara Carrera
- Jennifer Connelly
- Wilhelmina Cooper
- Marianne Cotrin
- Courteney Cox
- Luciana Curtis
- Janice Dickinson
- Du Juan
- Kirsten Dunst
- Ollie Edwards
- Shannon Elizabeth
- Debrah Farentino
- Liliane Ferrarezi
- Darlanne Fluegel
- Chris Folz
- Jane Fonda
- Olga Fonda
- Sharon Fonseca
- Virginia Gardner
- Nona Gaye
- Natalija Gocij
- Melanie Griffith
- Shelley Hack
- Yolanda Hadid
- Bridget Hall
- Jerry Hall
- Veronica Hamel
- Domino Harvey
- Hayley Hasselhoff
- Shari Headley
- Tippi Hedren
- Paris Hilton
- Susan Holmes
- Anjelica Huston
- Lauren Hutton
- Chanel Iman
- Joyce Ingalls
- Elaine Irwin
- Jacqueline Jablonski
- Beverly Johnson
- Valerija Kelava
- Boris Kodjoe
- Francisco Lachowski
- Fabio Lanzoni

- Ali Larter
- Mathias Lauridsen
- Kelly LeBrock
- Barbara Leigh
- Noémie Lenoir
- Evangeline Lilly
- Tiffany Limos
- Peggy Lipton
- Lindsay Lohan
- Carey Lowell
- Jesus Luz
- Ali MacGraw
- Elle Macpherson
- Eva Marcille
- Elsa Martinelli
- Kristen McMenamy
- Wilnelia Merced
- Juliana Moreira
- Bridget Moynahan
- Carolyn Murphy
- Simon Nessman
- Nico
- Jennifer O'Neill
- J. D. Pardo
- Jean Patchett
- Andreja Pejić
- Daniel Pimentel
- Luana Piovani
- Roberta Potrich
- Cristina Raines
- Raven-Symoné
- Bar Refaeli
- Mia Regan
- Hoyt Richards
- Inés Rivero
- Roberto Rossellini
- Mary Jane Russell
- Rene Russo
- Inés Sastre
- Stephanie Seymour
- Brooke Shields
- Jean Shrimpton
- Renée Simonsen
- Vivien Solari
- Evandro Soldati
- Ian Somerhalder
- Tatiana Sorokko
- Rebecca Staab
- Kim Stolz
- Sharon Stone
- Raven Symone
- Cheryl Tiegs
- Analeigh Tipton
- Ashley Tisdale
- Christy Turlington
- Twiggy
- Patricia Velásquez
- Nena Von Schlebrügge
- Veronica Webb
- Alek Wek